# Lophostoma (fladdermöss)
Lophostoma är ett släkte fladdermöss i familjen bladnäsor (Phyllostomidae) med arter som förekommer i Central- och Sydamerika.
Arter som var kända före 1990-talet listades vanligen i släktet Tonatia. Olika studier visade att Tonatia var polyfyletisk och efter uppdelning fick det nya släktet namnet Lophostoma som tidigare var ett synonym till Tonatia. Dessutom blev några nya arter beskrivna.

## Utseende
Släktets medlemmar är med 33 till 56 mm långa underarmar och med ett 18 till 31 mm långt kranium medelstora fladdermöss. Som hos släktet Tonatia är bålens päls kort. Avvikande från detta släkte är även ansiktets päls kort och nosen är nästan naken. Ett ben i kraniet (postorbitale) är inte bred. Hos Lophostoma är hälsporren (calacar) längre än foten och svansen når mitten av svansflyghuden. Arterna tandformel är I 2/1, C 1/1, P 2/3, M 3/3, alltså 32 tänder i hela tanduppsättningen. Infångade exemplar rullar sina öron ihop.

## Arter
Arter enligt IUCN:
- Lophostoma brasiliense, södra Mexiko till centrala Sydamerika.
- Lophostoma carrikeri, Amazonområdet.
- Lophostoma evotis, södra Mexiko till Honduras.
- Lophostoma kalkoae, Panama.
- Lophostoma occidentalis, nordöstra Sydamerika.
- Lophostoma schulzi, regionen Guyana och nordöstra Brasilien.
- Lophostoma silvicolum, Honduras till Paraguay.